# Patrick Michel (sociologue)
Pour les articles homonymes, voir Patrick Michel (homonymie) et Michel.
Patrick Michel est un sociologue et politiste français, directeur de recherche au CNRS et directeur d'études à l'EHESS.

## Biographie
Diplômé de l’Institut d’études politiques de Paris, il a obtenu ensuite un doctorat d’État en science politique (université de Paris I) et une habilitation à diriger des recherches (École des hautes études en sciences sociales). 
Il est directeur du Centre Maurice-Halbwachs de 2010 à 2018 (UMR8097 CNRS, EHESS, ENS).  Il a été directeur scientifique adjoint du Département des Sciences de l’Homme et de la Société du CNRS (2002–2006) et président de la Section 40 (Pouvoir – politique – organisation) du Comité National de la Recherche Scientifique (2008-2012).
D’abord spécialiste de l’Europe centrale et orientale (notamment de la Pologne), Patrick Michel mène et dirige des recherches sur les relations entre la politique et la religion. Il analyse, comme sociologue, tant les recompositions contemporaines du religieux, saisies à partir du politique, que celles du politique, appréhendées à partir du religieux et de ses évolutions. Il s’agit là d’envisager le religieux non en tant que tel, doté d’une pertinence qui lui appartiendrait en propre, mais comme un indicateur susceptible, dûment contextualisé, de servir d’analyseur. Il s’agit aussi, parallèlement, de cerner par le politique l'économie contemporaine du religieux dans son rapport aux transformations du temps présent.